# Lucova
Lucova este o localitate din comuna Gornji Petrovci, Slovenia, cu o populație de 141 de locuitori.